# فهرست فرودگاه‌های پورتوریکو
این فهرست شامل فهرست فرودگاه‌های پورتوریکو است که براساس گروه، نوع و مکان آن‌ها مرتب شده‌اند.

## فرودگاه‌ها
این فهرست شامل اطلاعات زیر می‌باشد:
- شهر خدمت‌رسانی - شهری که عموماً به فرودگاه نسبت داده می‌شود و به آن نام در اداره هوانوردی فدرال ثبت شده‌است. این شهر همیشه مکان واقعی فرودگاه نیست چراکه برخی از این فرودگاه‌ها در شهرک‌هایی خارج از شهر اصلی خدمت‌رسانی خود واقع شده‌اند. این فهرست ، همهٔ شهرهای سرویس داده شده را دربر نمی‌گیرد. این شهرها را می‌توان در نوشتار مربوط به هر فرودگاه یافت.
- FAA - شناسه موقعیت فرودگاه بر پایه اطلاعات اداره هوانوردی فدرال (FAA).
- IATA - شماره اختصاص‌داده‌شده به فرودگاه توسط انجمن بین‌المللی حمل و نقل هوایی (IATA). مواردی که این شناسه با شناسه مورد استفادهٔ اداره هوانوردی فدرال هماهنگ نیستند پررنگ شده‌اند.
- ICAO - نشان‌گر موقعیت اختصاص‌داده‌شده توسط سازمان بین‌المللی هوانوردی غیرنظامی (ایکائو).
- نام فرودگاه - نام رسمی فرودگاه. مواردی که به صورت پررنگ نشان داده شده‌اند بیانگر این هستند که فرودگاه برای شرکت‌های هواپیمایی تجاری ، خدمات زمان‌بندی‌شده ارائه می‌کند.
- کاربری (Role) - یکی از موارد چهارگانه دسته‌بندی فرودگاهی اداره هوانوردی فدرال، که طبق گزارش ارائه‌شده در طرح ملی سامانه‌های فرودگاهی یک‌پارچه (NPIAS) ، بین سال‌های ۲۰۰۹–۲۰۱۳ شامل موارد زیر است:
  - P: خدمات تجاری - دست‌اول (Primary) که شامل فرودگاه‌های دولتی‌ای است که خدمات مسافربری منظم ارائه می‌کنند و سالانه به بیش از ۱۰ هزار مسافر خدمات می‌دهند.

فرودگاه‌های دست‌اول توسط اداره هوانوردی فدرال به مراکز اصلی زیر طبقه‌بندی شده‌اند:
- -     - L: مرکز بزرگ که ۱٪ از کل مسافرت‌های هوایی ایالات متحده آمریکا (در طی یک سال) را دربرمی‌گیرد.
    - M: مرکز متوسط که برای ۰٫۲۵٪ از کل مسافرت‌های هوایی ایالات متحده آمریکا (در طی یک سال) در نظر گرفته شده‌است.
    - S: مرکز کوچک که برای ۰٫۰۵٪ تا ۰٫۲۵٪ از کل مسافرت‌های هوایی ایالات متحده آمریکا (در طی یک سال) در نظر گرفته شده‌است.
    - N: مرکز نیست که برای کمتر از ۰٫۰۵٪ از کل مسافرت‌های هوایی ایالات متحده آمریکا (در طی یک سال) در نظر گرفته شده‌است.

  - CS: خدمات تجاری - غیر دست‌اول که شامل فرودگاه‌های دولتی‌ای است که سالیانه حداقل به ۲۵۰۰ مسافر خدمات می‌دهند.
  - R: فرودگاه‌های کمکی که توسط اداره هوانوردی فدرال برای کاهش فشار بر فرودگاه‌های بزرگ و نیز افزایش دسترسی جامعه به خدمات هوایی ایجاد شده‌اند.
  - GA: فرودگاه‌های اختصاص یافته به هوانوردی عمومی ، که بیشترین تعداد از فرودگاه‌های آمریکا را دربر می‌گیرند.
- Enpl - تعداد مسافرت‌های انجام شده در فرودگاه در طی سال ۲۰۰۸ (بر اساس آمار اداره هوانوردی فدرال)
- Airspace - دستهٔ (کلاس) حریم هوایی درنظرگرفته‌شده برای آن فرودگاه. (مقادیر داده‌شده در پرانتز بیانگر این هستند که فرودگاه در حریم هوایی یک فرودگاه دیگر واقع شده‌است و نیز آن حریم هوایی را نشان می‌دهند) به‌طور کلی ، فرودگاه‌های دستهٔ B شلوغ‌ترین فرودگاه‌ها هستند و بعد از آن‌ها به ترتیب دسته‌های C ، D ، E و G قرار دارند.

| شهر                 | شناسه موقعیت | یاتا | ایکائو | نام فرودگاه                                                               | کاربری | Enpl.     |
| ------------------- | ------------ | ---- | ------ | ------------------------------------------------------------------------- | ------ | --------- |
|                     |              |      |        | Commercial Service - Primary Airportsفرودگاه‌های مهم و تجاری               |        |           |
| Aguadilla           | BQN          | BQN  | TJBQ   | فرودگاه رافائل هرناندز                                                    | P-N    | 240،۲۷۰   |
| Ponce               | PSE          | PSE  | TJPS   | فرودگاه مرسدیتا                                                           | P-N    | 110،۱۵۹   |
| سان خوآن / Carolina | SJU          | SJU  | TJSJ   | فرودگاه بین‌المللی لوئیز مونز مارین                                        | P-M    | 4،۶۳۵٬۷۹۸ |
| سان خوآن / Miramar  | SIG          | SIG  | TJIG   | فرودگاه فرناندو لوییس ریباس دومینیسی (Isla Grande Airport)                | P-N    | 13،۸۳۷    |
| Vieques             | VQS          | VQS  | TJVQ   | فرودگاه انتونیو ریویرا رودریگز                                            | P-N    | 21،۵۱۷    |
|                     |              |      |        | Commercial Service - Non-Primary Airports                                 |        |           |
| Mayagüez            | MAZ          | MAZ  | TJMZ   | Eugenio María de Hostos Airport                                           | CS     | 4،۶۳۶     |
|                     |              |      |        | فرودگاه‌های همگانی                                                         |        |           |
| Arecibo             | ABO          | ARE  | TJAB   | فرودگاه انتونیو                                                           | GA     |           |
| Ceiba               | RVR          |      | TJRV   | فرودگاه خوزه آپونته دلا توره (opened Nov. 2008)                           | GA     |           |
| Culebra             | CPX          | CPX  | TJCP   | فرودگاه بنیامین ریویرا نرییگا                                             | GA     |           |
| Fajardo             | X95          | FAJ  | TJFA   | فرودگاه دیگو جیمنز تورس                                                   | GA     |           |
| Humacao             | X63          | HUC  |        | فرودگاه اوماکائو                                                          | GA     |           |
|                     |              |      |        | Other Public-Use Airports (not categorized in NPIAS 2009)                 |        |           |
| Patillas            | X64          |      |        | فرودگاه پاتیلاس                                                           |        |           |
|                     |              |      |        | Notable Private-Use Airports                                              |        |           |
| Boquerón, Cabo Rojo | PR10         |      |        | فرودگاه بوکورون                                                           |        |           |
| Boquerón, Cabo Rojo | PR24         |      |        | فرودگاه صحرایی کولینگفورد                                                 |        |           |
| Mona, Mayagüez      |              |      |        | فرودگاه مونا                                                              |        |           |
| سان خوآن            | PR34         |      |        | San Juan Seaplane Base                                                    |        |           |
|                     |              |      |        | Notable Former Airports                                                   |        |           |
| Aguadilla           |              |      | TJFF   | فرودگاه رافائل هرناندز (closed 1971, now فرودگاه رافائل هرناندز)          |        |           |
| Ceiba               | NRR          | NRR  | TJNR   | پایگاه دریایی روزولت رودز (closed 2004, now فرودگاه خوزه آپونته دلا توره) |        |           |
| Dorado              |              | DDP  |        | فرودگاه دوادرو (Dorado Beach Airport)                                     |        |           |

پانویس:
1. ↑  Fernando Luis Ribas Dominicci Airport is listed as a commercial service - non-primary airport in the 2009-2013 NPIAS, but is a commercial service - primary facility based on yearly enplanements in 2007 and 2008.
2. ↑  José Aponte de la Torre Airport was not included in the 2009-2013 NPIAS, but is a general aviation airport as per its FAA master record بایگانی‌شده  در ۱۵ مارس ۲۰۱۳ توسط Wayback Machine.